# ليستر رايدرز
لستر رايدرز (بالإنجليزية: Leicester Riders)‏ هو فريق كرة سلة إنجليزي تأسس في سنة 1967 يقع في لستر. يلعب في دوري كرة السلة البريطاني.

## وصلات خارجية
- الموقع الرسمي